# Polytrope

La densité normalisée en fonction de la longueur d'échelle, pour un intervalle d'indices polytropiques.

En physique et plus particulièrement en thermodynamique, un polytrope est une forme de matière dont l'équation d'état ne dépend que de deux paramètres, la masse volumique et la pression, reliées l'une à l'autre par une relation simple.

## Détails
Le terme de polytrope désigne une forme de matière dont l'équation d'état ne dépend que de deux paramètres, la masse volumique {\displaystyle \rho } et la pression {\displaystyle P}, reliées l'une à l'autre par la relation,, :
où {\displaystyle \kappa } est une constante arbitraire positive et {\displaystyle \gamma } un nombre appelé indice adiabatique. En pratique on préfère utiliser l'indice polytropique {\displaystyle n} défini par :
L'indice polytropique est égal à la dérivée du module d'élasticité selon la pression. Il apparait dans l'équation d'état de Murnaghan.

## Thermodynamique
Un polytrope est un cas particulier de barotrope. Plusieurs formes de matière réalistes correspondent à différentes valeurs de l'indice polytropique.
Un gaz parfait isotherme correspond à {\displaystyle \gamma =1}, soit {\displaystyle n=+\infty }. Ceci est une conséquence directe de l'équation d'état des gaz parfaits, en prenant la température constante.
De la matière dégénérée, c'est-à-dire suffisamment dense pour que les effets quantiques dus au principe d'exclusion de Pauli se fassent sentir, a un indice polytropique de 3/2 ({\displaystyle \gamma } = 5/3) si elle est non relativiste et de 3 ({\displaystyle \gamma } = 4/3) si elle est relativiste.
Un milieu incompressible est de densité constante quelle que soit la pression. En inversant la relation fondamentale, on a {\displaystyle \mu \propto P^{\frac {1}{\gamma }}}. Pour que la densité soit indépendante de la pression, il faut que l'exposant {\displaystyle 1/\gamma } soit nul, soit {\displaystyle \gamma } infini, c'est-à-dire {\displaystyle n} nul.
En thermodynamique, on associe à un polytrope le concept de transformation polytropique, en particulier pour un gaz parfait, au sens d'une transformation durant laquelle la pression et la densité sont reliées par une relation du type présenté ci-dessus.

## Applications en astrophysique
En astrophysique, un fluide polytropique autogravitant, c'est-à-dire soumis à son propre champ de gravité, permet de modéliser la structure interne de plusieurs objets célestes très divers. Selon sa valeur, cet indice permet de décrire :
- le gaz constituant les étoiles ordinaires ({\displaystyle n=3}) ;
- le gaz d'électrons dégénéré dans les naines blanches ({\displaystyle n=3/2} dans le cas non-relativiste et {\displaystyle n=3} dans le cas ultrarelativiste) ;
- les sphères isothermes ({\displaystyle n\to \infty }) ;
- la matière nucléaire dans les étoiles à neutrons ({\displaystyle 0{,}5\lesssim n\lesssim 1}).

L'équation fondamentale qui décrit ces objets est appelée équation de Lane-Emden. Elle montre, entre autres, qu'un changement radical de la structure d'un objet se produit quand sa masse dépasse une certaine valeur critique et que son indice polytropique atteint la valeur de 3. Ceci intervient en particulier dans les supernovas thermonucléaires et les supernovas à effondrement de cœur.
Une naine blanche dont la masse dépasse une valeur critique, appelée masse de Chandrasekhar, subit une instabilité qui engendre une réaction de fusion thermonucléaire sur l'ensemble de l'astre, provoquant sa dislocation. Ce phénomène, appelé supernova thermonucléaire, est extraordinairement lumineux, permettant à l'astre de rayonner pendant quelques jours autant qu'une galaxie tout entière, devenant visible à plusieurs milliards d'années-lumière de distance.
Lorsque le cœur, composé de fer, d'une étoile massive atteint la même masse critique, il implose, générant après coup une onde de choc qui disloque l'ensemble des couches externes de l'étoile. Ce phénomène est appelé supernova à effondrement de cœur, il est plus énergétique mais en général légèrement moins lumineux que les supernovas thermonucléaires.